# Demo’s 1998
Demo's 1998 – pierwsza kompilacja formacji The Berzerker. Wydano ją w roku 2000.

## Lista utworów
1. "Burned" – (03:38)
2. "Pain" – (02:51)
3. "Mono Grind" – (01:07)
4. "Berzerker" – (04:12)
5. "Black Metal" – (02:04)
6. "Hard Fuck" – (03:56)
7. "Slit Down" – (01:53)
8. "Dante's Inferno" – (02:06)
9. "Drum Stuff?" – (01:21)
10. "?" – (01:26)
11. "See No Evil" – (00:05)
12. "Pain" – (02:51)

## Twórcy
- Luke Kenny
- Jason V